# Schroefdraad

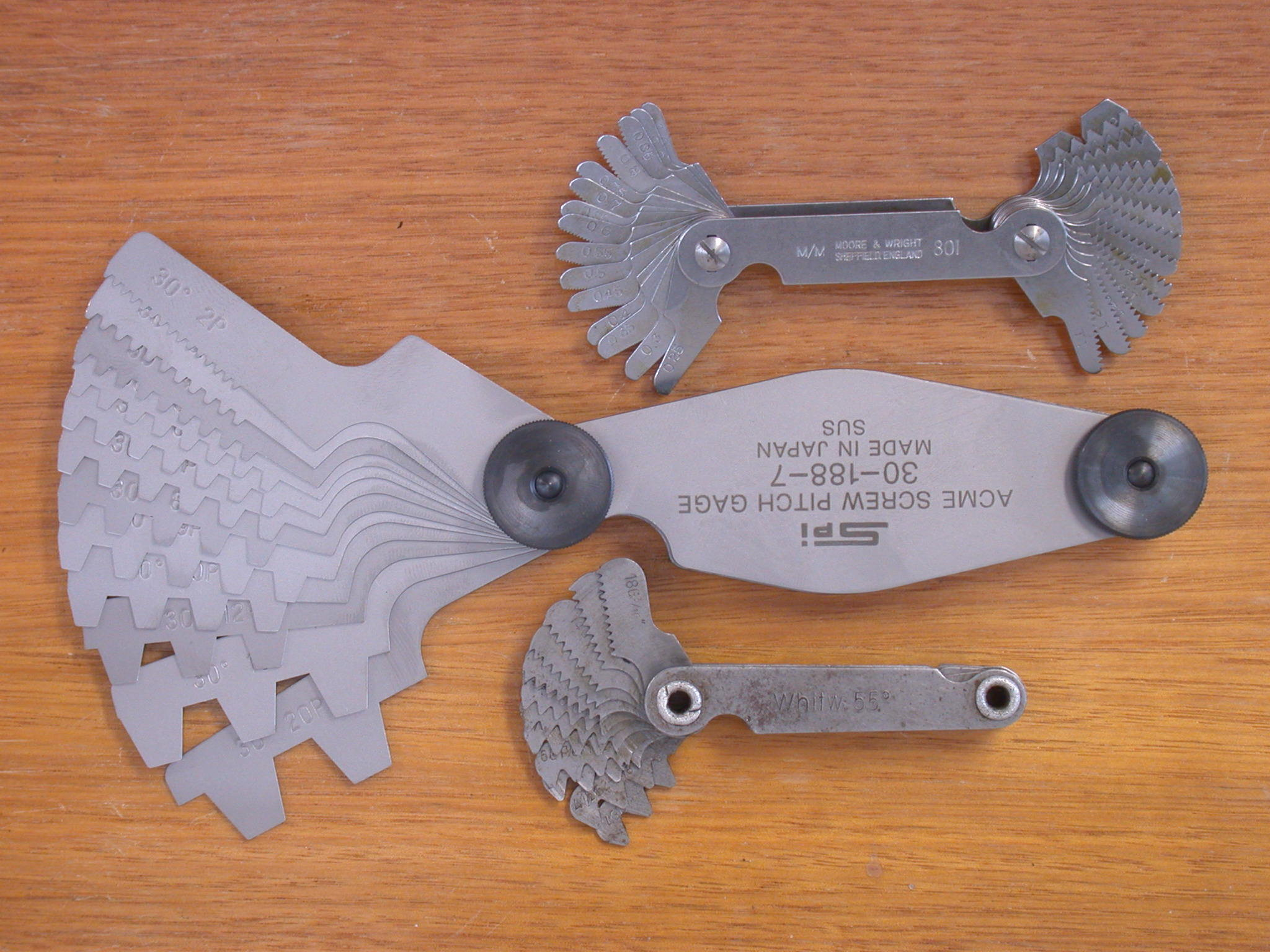
Diverse schroefdraadmallen.

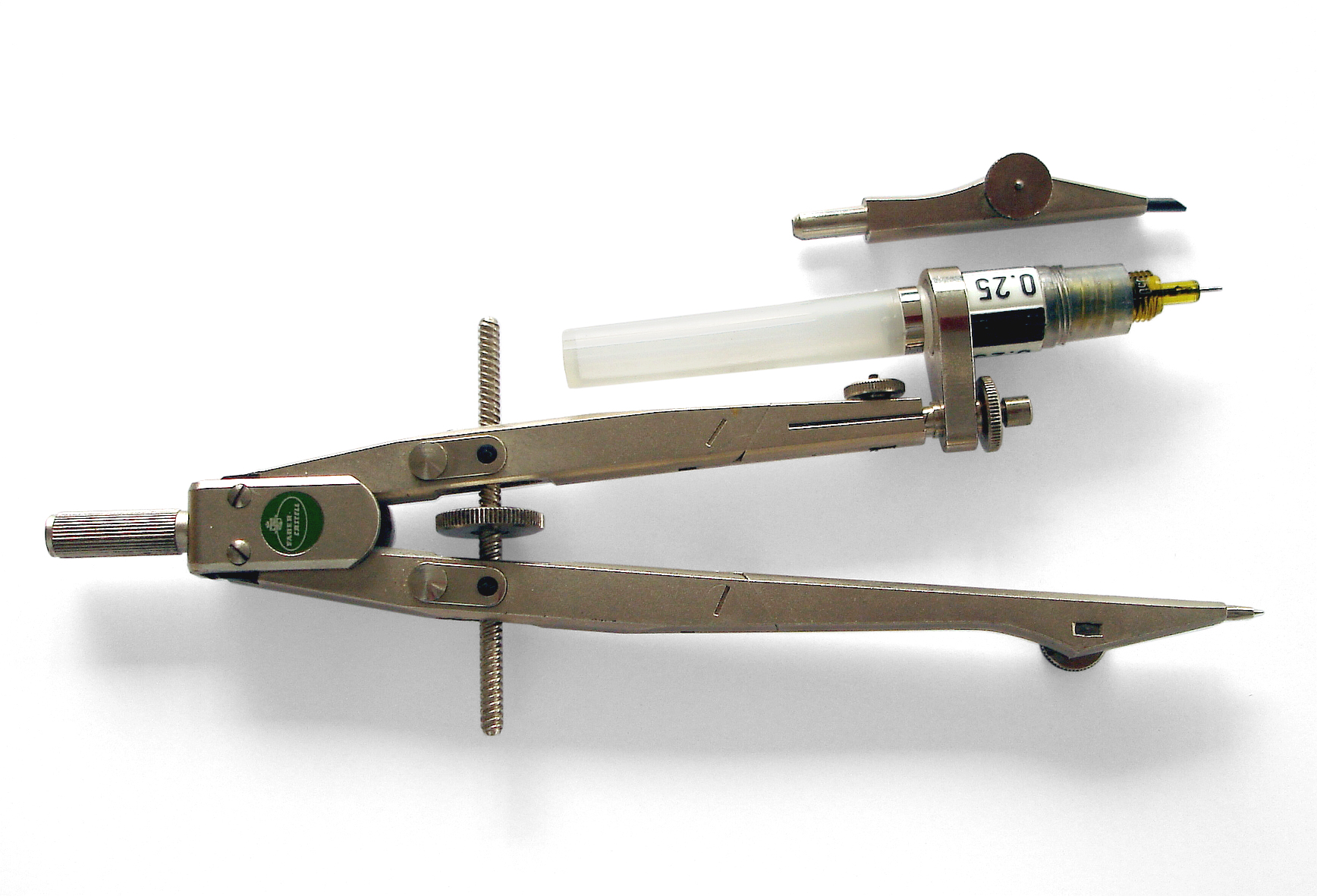
Voorbeeld waarbij zowel rechtse als linkse schroefdraad op één as wordt gebruikt

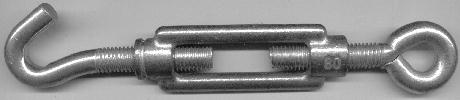
Spanwartel met linkse en rechtse draad

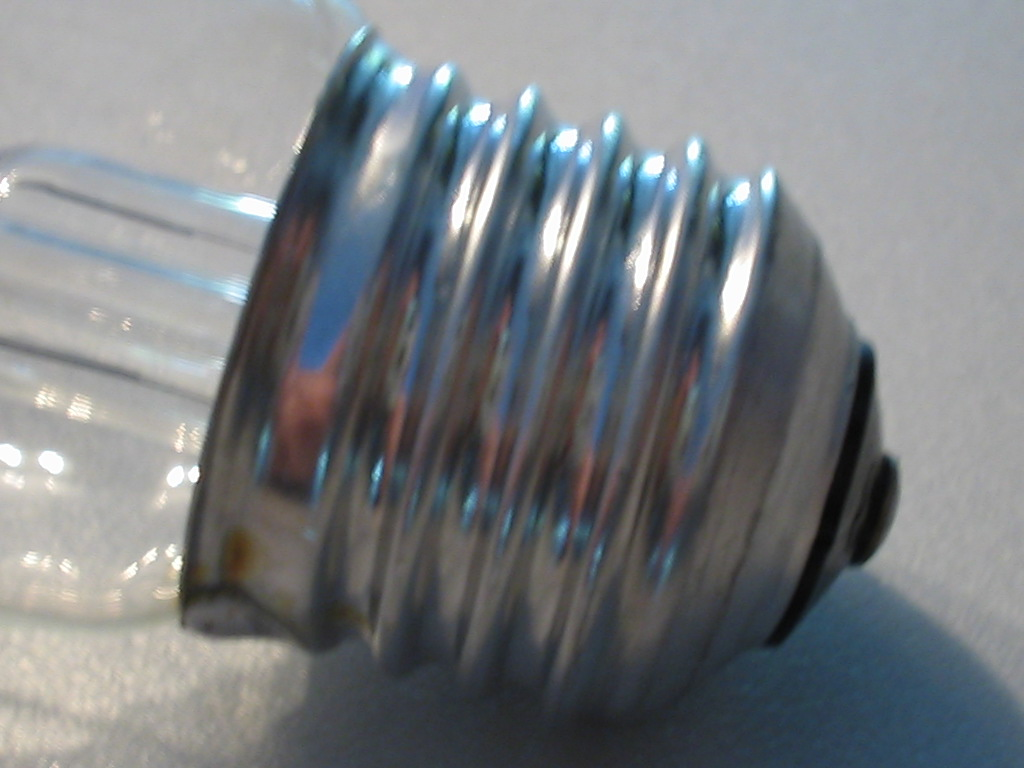
Edison-schroefdraad van een gloeilamp

Schroefdraad is de spiraalvormige rug of verhoging aangebracht op bijvoorbeeld een bout en respectievelijk in een moer, die daarna samen worden gebruikt om twee voorwerpen met een draaiende beweging aan elkaar te bevestigen door klemming. Men beschouwt de spiraalvormige draad op houtschroeven niet als schroefdraad.

## Ontstaan
Schroefdraad (niet te verwarren met draadeind) werd voor het eerst in Egypte (rond 2500 v. Chr.) gebruikt, vooral bij persen (bijv. wijnpersen). Archytas van Tarentum (428 v.Chr. - 347 v.Chr.) wordt algemeen beschouwd als de uitvinder van de schroefdraad.
De Duitse mijnbouwingenieur Agricola beschreef in 1556 al hoe metalen schroeven werden toegepast als beter alternatief voor spijkers.
De Brit Sir Joseph Whitworth is de bedenker van een universele schroefdraad (1841). Later is deze tot British Standard verheven.
De schroevendraaier dateert pas van 1740.

## Het maken van schroefdraad
Schroefdraad kan worden gerold, gesneden of gegoten.
- Het rollen gebeurt machinaal. Op industriële schaal wordt schroefdraad meestal gemaakt door een staaf gloeiend heet metaal tussen twee gegroefde rollen of platen te walsen. Dit gebeurt meestal vóór het harden van het materiaal. Schroefdraad kan ook aangebracht worden door "koudvervormen". Schroefdraad rollen verhoogt bij materialen met een kristalstructuur - zoals staal - de trekvastheid (de sterkte) van het product ten opzichte van schroefdraad snijden. De interkristallaire krachten blijven hierbij behouden, waardoor de draad minder vlot afschuift.
- Schroefdraad snijden doet men industrieel op een draaibank. Daarnaast kan men ook handmatig buitendraad en binnendraad maken, dit gebeurt op verschillende manieren:
  - Voor het handmatig vervaardigen van uitwendige schroefdraad, bijvoorbeeld schroefdraad op een pen, wordt gebruikgemaakt van een snijplaat die in een snijraam (houder) is geplaatst. Door het ronddraaien over de pen wordt de schroefdraad gevormd, de snijtandjes van het snijblok zorgen voor de verspaning van het materiaal. Een snijmoer wordt gebruikt om beschadigde schroefdraad te herstellen. Behalve plaatsing in een houder kan de zeskantige snijmoer ook met een (verstelbare) moersleutel worden rondgedraaid, dit kan handig zijn op plaatsen waar weinig ruimte is. In de geharde snijmoer of snijplaat neemt de binnendiameter van de schroefdraad van onder naar boven af, waardoor de volle draad ontstaan is als de pen boven het snijblok uitkomt.
  - Voor het met de hand maken van een inwendige schroefdraad in ronde gaten gebruikt men draadtappen. Evenals draadsnijplaten hebben draadtappen enige rijen snijtandjes. Om de tap te kunnen ronddraaien wordt deze in een wringijzer vastgezet. Zogenaamde handtappen worden gebruikt in een set van drie; de voorsnijder, de middensnijder en de nasnijder. Door ze op volgorde te gebruiken maakt de derde tap uiteindelijk de gewenste volle schroefdraad. Bij machinaal tappen wordt de volle draad in één keer gesneden. Voor vele materialen heeft men specifieke tappen ontwikkeld om een optimale schroefdraad te verkrijgen. Deze tappen kunnen op hoge snelheid draad snijden, wat veelvuldig wordt gedaan op CNC draai- en freesbanken.
- Bij goedkoop zamak (legeringen met zink als belangrijkste component) treft men nog weleens gegoten schroefdraad aan. De beide helften van de gietmal bevatten dan een helft (in lengterichting) van de in- of uitwendige draad. Deze verbindingen zijn niet bestand tegen frequent in- en uitdraaien, maar worden wel gebruikt in de meubel- en auto-industrie om handgrepen en dergelijke eenmalig mee te bevestigen.

Bij het snijden en tappen moet, net als bij andere verspanende bewerkingen, snijolie gebruikt worden, voor het verkrijgen van een scherpe en niet gekartelde draad.
Bij metrische (binnen)schroefdraad kan het te boren gat worden bepaald door de nominale waarde minus de spoed.
Dus M20×1,5 heeft een boorgat diameter van 18,5 [mm], en M100×1 heeft een boorgat diameter van 99 [mm].

## Soorten en maten

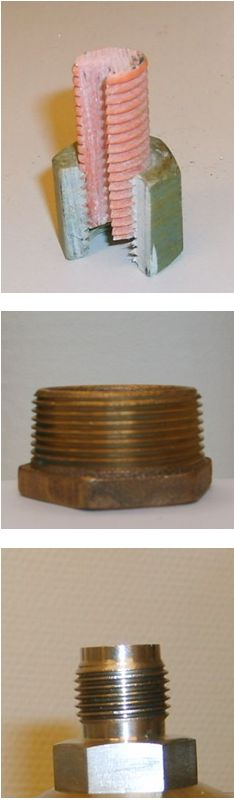
Van boven naar beneden: opengezaagde metrische draad in een kunststof bout en moer, BSPT-draad op een bronzen pijpfitting, BSP-draad op roestvast staal

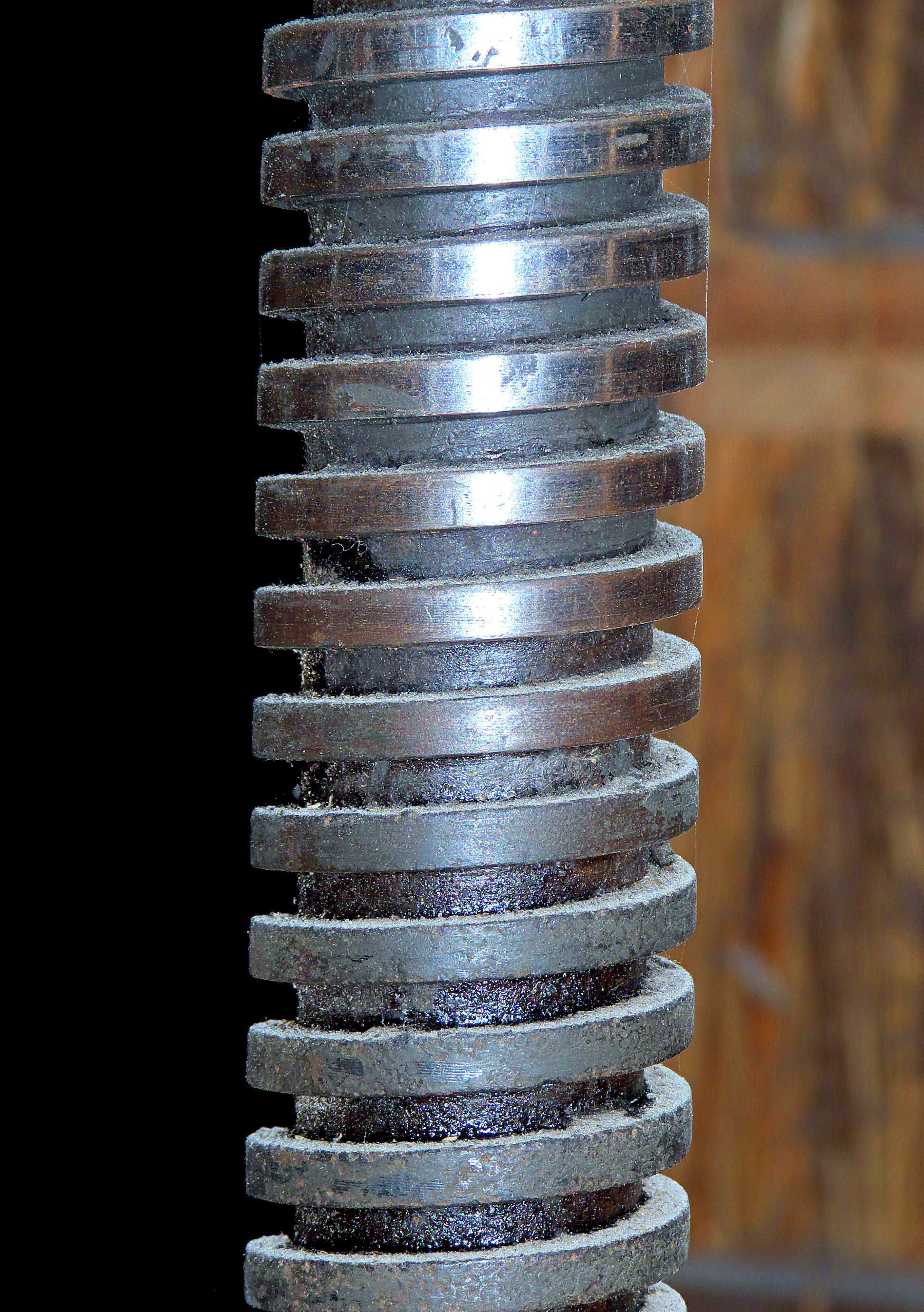
Spindel met rechthoekige schroefdraad

De meest voorkomende schroefdraad is die waarbij de schroef voorwaarts beweegt wanneer hij met de wijzers van de klok mee gedraaid wordt (rechtsdraaiend). Er zijn soms echter goede redenen om linksdraaiende schroefdraad toe te passen, zoals bij de linker trapper van een fiets of bij de bevestiging van een vliegwiel op een krukas, omdat de trapper of moer door de bewegingsrichting anders losdraait. Een spanwartel (zie foto 3) werkt bijvoorbeeld alleen als de schroefdraad aan de beide uiteinden van tegengestelde draairichting is.
De termen draads en tegendraads worden weleens gebruikt om respectievelijk rechtsdraaiend en linksdraaiend aan te duiden. Maar dit kan verwarring veroorzaken. Tegendraads draaien kan namelijk ook betekenen: andersom proberen te schroeven dan de schroefdraad de facto loopt. Dus bij een rechtsdraaiende schroefdraad linksomdraaiend vast proberen te schroeven.
Normale schroefdraad is altijd eengangig. Bij meergangige schroefdraad lopen meerdere spiraalvormen over de omtrek, de schroefdraad start vanaf meerdere punten. Deze draad wordt vooral toegepast bij bewegingsschroefdraad waarbij men een grote verplaatsing per omwenteling wenst, maar geen grovere draad wil gebruiken. De verplaatsing door meergangige draad is de verplaatsing door één gang maal het aantal gangen.
Er zijn twee belangrijke maten bij een schroefdraad:
1. de nominale diameter: deze wordt aangegeven in millimeter, bij Engelse draad in inch.
2. de spoed: is de rechtlijnige afstand tussen twee overeenkomstige punten van dezelfde schroeflijn, het is de verplaatsing langs de as per omwenteling. De spoed wordt bij metrische schroefdraad aangeduid in millimeter, bij Engelse draad wordt dit aangegeven in het aantal gangen per inch. Een andere gangbare definitie is: 'de spoed is de verplaatsing van de schroeflijn bij één omwenteling.'

Voor het bepalen van diameter en spoed bij een onbekende schroefdraad wordt vaak gebruikgemaakt van een schroefdraadmal. Een draadmal is een simpel stukje plat metaal (1–2 mm dik) waarin de exacte vorm van diverse soorten schroefdraad is uitgestanst. Draadmallen zitten meestal gebundeld in een houder, met aan de ene kant de meest gangbare metrische schroefdraden en aan de andere kant de meest courante Engelse schroefdraden. Op elk blad staat alleen de spoed aangegeven. Op de bovenste foto zijn duidelijk de inkepingen te zien die bij het vergelijken, exact (!) over een bepaalde schroefdraad heen komen te liggen.
Er bestaan verschillende soorten schroefdraad.
- De zgn. metrische schroefdraad wordt tegenwoordig het meest gebruikt. De maten zijn afgeleid van de millimeter. De aanduidingen van metrische schroefdraad beginnen met de hoofdletter M en zijn vastgelegd door de International Organization for Standardization (ISO).
- Voor schroefdraad op buizen en aanverwante apparatuur (appendages) wordt vaak BSP (British Standard Pipe) draad gebruikt, vaak in BSPT uitvoering (waarbij de T staat voor taper, ofwel conische schroefdraad). Deze schroefdraad wordt doorgaans 'gasdraad' genoemd. In gespecialiseerde industrie, zoals de petrochemische industrie en de offshore, wordt in Nederland voor pijpsystemen ook de Amerikaanse NPS en NPT draad (National Pipe thread, respectievelijk Straight en Taper) toegepast.
- In Engelstalige landen wordt nog wel (maar steeds minder) UTS (Unified Thread Standard) en BSW (British Standard Whitworth) gebruikt.

Voor bepaalde toepassingen gebruikt men schroefdraad met een uitzonderlijke vorm of grootte.
- Edison-schroefdraad wordt toegepast bij o.a. gloeilampen en lampenfittingen; deze ronde schroefdraad is zo ontwikkeld, dat hij altijd past en nooit scheefloopt.
- Meergangige schroefdraad voor flesdoppen en potdeksels.
- Schroefdraad voor gebruik in mechanische klokken en horloges.
- Uiterst nauwkeurige schroefdraad voor micrometers en andere mechanische meetinstrumenten.
- Een schroefdraad met kleine spoed wordt in de montage aangeduid met "fietsenmakersdraad".
- Rechthoekige of trapeziumdraad, o.a. toegepast bij spindels.

Al naargelang het doel van de schroefdraad onderscheidt men:
- Bevestigingsschroefdraad: dient voor het vastzetten van onderdelen en is meestal voorzien van driehoekige of ronde schroefdraad. De schroefdraad dient daarbij voldoende wrijving te hebben om onbedoeld loswerken te voorkomen. Om lostrillen te verhinderen kan de verbinding voorzien zijn van borgringen of een vloeibaar borgingsmiddel.
- Bewegingsschroefdraad: dient specifiek voor het verplaatsen van onderdelen, waarbij een draaiende beweging wordt omgezet in een rechtlijnige beweging of andersom. Om zo weinig mogelijk wrijving te veroorzaken hebben spindels schroefdraad met een rechthoekig of trapeziumvormig profiel.

## Werking

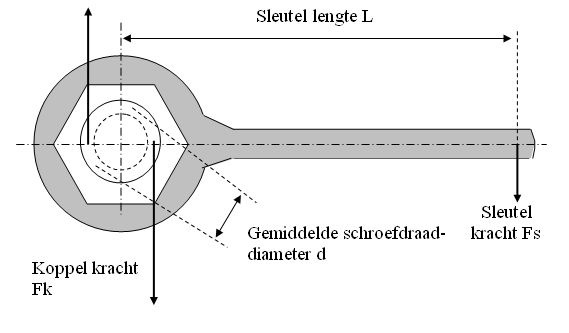
Aandraaien van een moer met een moersleutel. Bij aandraaien treedt krachtversterking op met een factor L/d

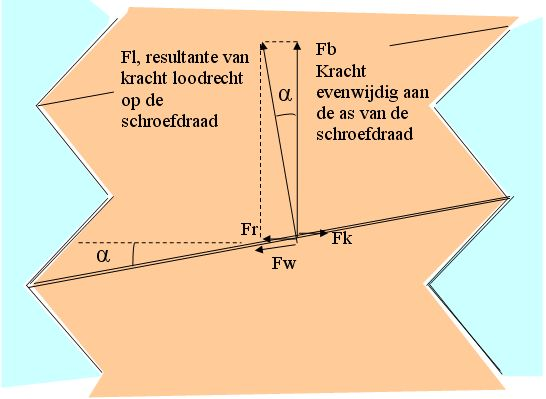
De hellingshoek van een schroefdraad vertaalt moment op een bout of moer naar kracht, of rotatieve naar lineaire beweging.

Krachtversterking treedt op bij het gebruik van een steeksleutel op een schroef of moer. Moment Fs × L [Nm] werkt als een aandraaikoppel Fk × d [Nm] op de schroefverbinding. Omdat L groter is dan d, treedt er krachtversterking op ter grootte van L/d.
Bij het aandraaien van een moer dwingt men als het ware de moer tegen de flauwe helling van de spoed van de schroefdraad op. Deze "hellings-"hoek wordt de spoedhoek genoemd. (Voorbeeld: bij een metrische schroefdraad M6 is de spoed 1 mm per omwenteling; de spoedhoek is ca. 3 graden.) Het op een moer uitgeoefende koppel resulteert in een aandraaikracht Fk ter plaatse van de schroefdraad. In het geval van een vrijwel wrijvingsloze schroefdraad veroorzaakt de schroefdraad een kracht Fl loodrecht op de schroefdraad. Fl kan worden ontbonden in een spankracht Fb in de bout (wat meestal het doel zal zijn) en een kracht Fr die de moersleutel tegenwerkt. Kracht Fb wordt relatief groter bij een kleinere spoedhoek α; Fb is omgekeerd evenredig met de tangens van hoek α. Met een gemiddelde schroefdraadverbinding wordt een krachtvermenigvuldiging met een factor 20 of 30 gerealiseerd. In praktisch alle gevallen zal de moersleutel tevens aanzienlijke tegenwerking ondervinden door wrijving van de langs elkaar wrijvende vlakken van de schroefdraad van bout en moer. Dit is nadelig voor het aandraaien van een schroefdraadverbinding, maar het is er tevens de oorzaak van, dat een moer niet los gaat wanneer het koppel van de sleutel wordt verwijderd. Een fijne schroefdraad met kleine spoed loopt grosso modo een kleinere kans om los te gaan dan een grove draad met een grote spoed.
Omdat de totale krachtversterking evenredig is met het product van L/d (moersleutel) en van 1/(tangens α)(van de schroefdraadspoed), kan de trekkracht op een bout gemakkelijk worden onderschat. De schroefdraad kan dan tot over de vloeigrens worden belast, waardoor er blijvende vervorming of breuk optreedt.

## Diversiteit
Er bestaan zeer veel soorten schroefdraad (en normen). Alle schroefdraden zijn echter onder te verdelen in metrisch (spoed in mm en een tophoek van 60 graden) en Engels (spoed in gangen per duim ofwel n/1" en een tophoek van 55 graden). Binnen deze twee groepen bestaan nog veel varianten.
De volgende schroefdraden zijn niet de meest voor de hand liggend, maar bestaan wel degelijk, en zijn genormaliseerd.
- Rijwielschroefdraad voor spaken en nippels, b.v. 15-56 SWG, 56 gangen per inch
- Rijwielschroefdraad voor pedaalassen, b.v. FG14,3 of FG14,3 links, 20 gangen per inch
- Gasflesschroefdraad, 11 gangen per inch
- Gasmeterschroefdraad b.v. GM 3/4", 14 gangen per inch
- Miniatuurschroefdraad, b.v. S 0,3 met een spoed van 0,08 [mm]

Binnen de "normale" schroefdraden zijn er ook nog varianten mogelijk. Denk daarbij aan conische draad, of meergangige draad. Deze laatste komt vaak voor bij ballpoints. Voor gasflessen wordt altijd linkse draad gebruikt. De reden hiervoor is dat men geen "gangbare" hulpmiddelen kan gebruiken, b.v. een verloop van de waterleiding om er vervolgens een waterslang op aan te kunnen sluiten.

## Toepassing
Enkele toepassingen van schroefdraad zijn:
- Als bevestigingsmiddel (bouten en moeren);
- Bij het bevestigen of verlengen van buizen;
- Schroef van Archimedes, een pomp;
- Voor lineaire actuatie in werktuigen en gereedschappen.